# 명예 아리아인
명예 아리아인(독일어: Ehrenarier, 영어: Honorary Aryan)이란 나치의 인종조사국이 생물학적으로 아리아인의 일원이 아니지만, 독일 경제에 이바지하거나, 나치 사상에 빠져 동조, 협조한 이민족에게 준 호칭이다.

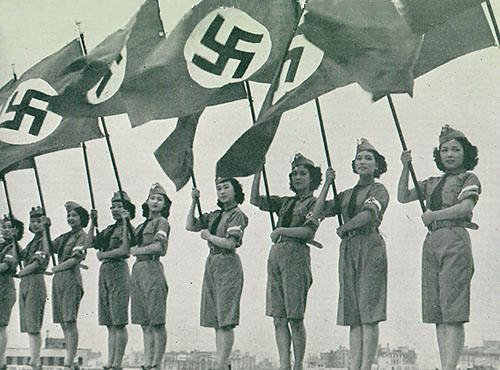
히틀러 청소년단(유겐트)의 일본 방문 중 나치 깃발을 들고 있는 일본제국 소녀들

예를 들어 헝가리 출신 작곡가인 엠리히 칼만에게 명예 아리아인 호칭이 부여되었으나, 본인이 거절했다. (그는 사실 유대인이었으며, 제2차 세계 대전중에는 미국으로 피신했다.) 오스트리아의 영화 감독인 프리츠 랑은 나치 선전장관 괴벨스가 "우리는 누가 유대인이고, 누가 아닌지를 결정할 수 있다."라고 말하면서 자신의 파리망명을 도왔다고 회상했다(프리츠 랑은 나치를 피해 파리로 망명했으며, 나치지지자인 부인과 이혼했음). 다만 몇몇 전기작가들은 이 이야기의 진위여부를 의심하는 편이다.
1936년에 맺어진 반 코민테른 조약에 따르면 히틀러는 일본인에게 명예 아리아인 호칭을 준 것으로 되어 있다. 일본인은 인종적으로 게르만인과 매우 다르지만, 나치의 이론적 사상가인 하인리히 히믈러 등은 게르만과 노르딕인의 피를 잇는 아리아인과 동맹이 될 충분한 자격을 갖추었다고 보았다. 히믈러는 일본, 인도, 중앙아시아 등이 공유하는 고 인류학과 기독교 전파 이전의 유럽역사에 대해 유사 역사학적, 신비주의적으로 빠져 있었다.
나치의 수용소 작업에 참여했거나, 독일군을 돕거나 싸운 동아시아인, 지중해인, 중동인 및 라틴 아메리카인 등에게는 명예 아리아인의 지위가 부여되었다. 그러나 어떤 경우에도 흑인은 제외되었으며, 특히 라인란트의 사생아들(Rhineland Bastards)이란 멸칭으로 불리던, 1차 세계대전 뒤에 라인란트에 주둔하고 있던 프랑스 식민지였던 세네갈 출신 병사들과 독일인 여성 사이에 태어난 혼혈인들은 특히 차별받았다. 지중해 인종(그리스, 이탈리아 등의 남유럽과 북아프리카 국가의 주민)를 나치는 물라토와 같은 혼혈인종으로 다루었으나, 핀란드인들은 게르만계가 아니었음에도 아리아인과 가깝다고 보았다.

## 같이 보기
- 명예백인
- 인종차별
- 우생학